# Strephonema
Strephonema  es un género de plantas con flores en la familia  Combretaceae con siete especies. Es el único género de la subfamilia Strephonematoideae.

## Taxonomía
El género fue descrito por  Hook.f. y publicado en Genera Plantarum 1: 782. 1867. La especie tipo es: Strephonema mannii Hook.f.

## Especies
- Strephonema apolloniensis J.J.Clark
- Strephonema gilleti De Wild.
- Strephonema mannii Hook.f.
- Strephonema polybotryum Mildbr.
- Strephonema pseudo-cola A.Chev.
- Strephonema sericea Hook.f.
- Strephonema tessmannii Mildbr.